# 張𦐿
張𦐿（[羽廷]）（1488年—？），字騰漢，直隸保定府完縣人，軍籍，明朝政治人物。

## 生平
正德十一年（1516年）丙子科順天鄉試第二十三名舉人，十六年（1521年）中式辛巳科會試第三百六名，三甲第一百八十一名進士。授戶科給事中，出為廣西按察司副使，升廣西布政使司參政。

## 家族
曾祖張敬先；祖父張本，聽選官；父張隆，義官。母黃氏；繼母崔氏。永感下。兄张翀（義官）。